# Direção Nacional de Serviço Civil (Chile)
A Direção Nacional de Serviço Civil (DNSC) do Chile é uma entidade governamental estabelecida como parte fundamental do processo de modernização da gestão de recursos humanos na administração pública chilena. A sua criação representa um marco na busca por maior eficiência, transparência e profissionalização no setor público chileno, por instituir um mecanismo profissional de recrutamento, seleção e desenvolvimento dos ocupantes dos cargos de livre provimento nos níveis mais altos da administração pública neste país. Trata-se de um órgão público descentralizado, vinculado ao Ministério da Fazenda e submetido a supervisão do Presidente da República. 

## Criação e Contexto Histórico
Criada no âmbito da Lei do Novo Trato Laboral de 2004, a Direção Nacional de Serviço Civil (DNSC) surgiu como uma resposta à necessidade de profissionalizar e despolitizar os cargos da alta burocracia. Esta entidade atua como o órgão regulador do Sistema de Gestão de Recursos Humanos no país, sendo responsável pela gestão do Sistema de Alta Direção Pública (SADP). A DNSC trabalha para regular a incorporação, mobilidade e desvinculação de funcionários de confiança exclusiva (conhecidos no Brasil como "cargos comissionados").
A criação da DNSC foi alavancada por uma série de escândalos de corrupção (o mais conhecido recebeu a alcunha de "MOP gate", por envolver o pagamento de proprinas envolvendo funcionários do Ministério de Obras Públicas) e práticas administrativas impróprias que começaram a vir à tona em 2002, levando a uma necessidade urgente de revisão e melhoria nos processos de gestão e recrutamento de pessoas. Este impulso reformista buscou promover uma profissionalização e despolitização significativa dos cargos de alta burocracia, utilizando como referência reformas semelhantes implementadas em países como Reino Unido (Senior Civil Service), a Austrália (Senior Executive Service) e outras nações com sistemas exclusivamente dedicados ao recrutamento de cargos para o alto escalão do serviço público. 

## Sistema de Alta Direção Pública (SADP)
O SADP foi introduzido como uma forma de regular a incorporação, mobilidade e desvinculação dos funcionários de confiança na administração pública chilena. Antes da criação do SADP, cerca de 3000 cargos eram de designação política direta. Atualmente o sistema visa profissionalizar o recrutamento de 5.141 cargos cargos. Destes, 1.441 são cargos vinculados ao governo nacional Chileno e recrutados via SADP por determinação legal: são 128 cargos de primeiro escalão, respondendo diretamente ao Presidente da República, e 1.313  de segundo escalão, subordinados diretamente aos Ministros de Estado.
Além disso, o SADP monitora e oferece suporte técnico para o recrutamento de 226 vagas de Diretores de Administração de Educação Municipal (DAEM) – que, em equivalência brasileira, seriam comparáveis aos secretários municipais de educação. Procedimento semelhante é adotado para recrutar 3.172 cargos de Diretores de Estabelecimentos de Educação Municipal (DEEM), equivalentes no Brasil aos diretores de escolas.
Por fim, outras 216 vagas de primeiro escalão e 86 de segundo escalão também são recrutadas por meio do SADP por decisão voluntária dos órgãos aos quais estão vinculados de aderir ao Sistema de Alta Direção Pública.

## Conselho de Alta Direção Pública (CADP)
O Conselho de Alta Direção Pública (CADP) desempenha um papel crucial no funcionamento do SADP. Trata-se de um órgão dotado de autonomia funcional, porém administrativamente vinculado à Direção Nacional de Serviço Civil (DNSC). Essa estrutura foi concebida com a intenção de promover a confiança política em torno da neutralidade dos processos de recrutamento e seleção conduzidos no âmbito do SADP.
O CADP é composto por cinco membros: o presidente da DNSC, que é nomeado diretamente pelo presidente da República, e outros quatro conselheiros. Esses últimos são selecionados através de um processo consensual que envolve tanto o governo quanto a oposição no congresso, uma estratégia deliberada para cultivar uma atmosfera de confiança política em torno do funcionamento do sistema. Essa composição busca garantir que o conselho seja uma entidade que reflita equilíbrio e imparcialidade, servindo como um exemplo de cooperação e entendimento multipartidário.
O papel primário do CADP é supervisionar e apoiar os processos de seleção do SADP, especialmente para os cargos de primeiro escalão, sendo também   encarregado de compilar a lista final de candidatos elegíveis para essas posições vitais. Além do mais, o CADP supervisiona todas as atividades desenvolvidas pelo Sistema de Alta Direção Pública, assegurando sua integridade e funcionamento efetivo. 

## Avaliação de Impacto
Diversos estudos e relatórios têm analisado o impacto do Sistema de Alta Direção Pública (SADP) sobre o funcionamento da administração pública no Chile.
Um estudo conduzido por Ramos e Scrollini (2013), realizou uma análise comparada entre o funcionamento dos mecanismos de recrutamento de altos quadros de governo Chile e no Uruguai. Os autores observaram que, embora o sistema chileno apresente algumas debilidades, ele tem sido efetivamente implementado a despeito das constantes mudanças de orientação política do governo, demonstrando resiliência técnica e institucional. No entanto, os autores indicam a preservação de mecanismos de patronagem na administração pública chilena, destacando que a criação do SADP institui freios limitados a politização do setor público - representando uma transição incompleta modelo de gestão profissional baseado em resultados. 
No campo da saúde, Otero e Munoz (2022) avaliaram o efeito da introdução do SADP para a recrutamento dos diretores executivos em hospitais públicos chilenos. O estudo revelou que a introdução do SADP resultou em uma redução significativa (cerca de 8%) na mortalidade hospitalar. Essa melhoria não foi atribuída a criação de incentivos financeiros, mas sim à mudança no perfil dos CEOs, uma vez que a introdução de mecanismos profissionais de recrutamento facilitou a contratação de indivíduos mais jovens e com formação em gestão, que conseguiram aumentar a eficiência na sala de operações e reduzir a rotatividade de pessoal nos hospitais públicos. 
Adicionalmente, um trabalho de Lira (2013) centrou-se especificamente no impacto do SADP na gestão hospitalar, medindo a sua influência através de vários indicadores, incluindo os dias de estadia média dos pacientes nos hospitais e a taxa de utilização de leitos. A pesquisa identificou que os diretores executivos nomeados através do SADP foram capazes de gerar melhorias significativas nos índices de gestão avaliados.

## Influência do SADP na Administração Pública Brasileira
Nos últimos anos, tem-se notado a emergência de iniciativas voltadas para a profissionalização da seleção e recrutamento de cargos de livre provimento em funções de liderança no setor público brasileiro, muitas delas inspiradas nos êxitos obtidos pelo sistema de Alta Direção Pública no Chile.
Uma dessas iniciativas é o programa "Transforma Minas", implementado pelo governo do estado de Minas Gerais a partir de 2019. Esse projeto visa profissionalizar a gestão pública através da adoção de processos seletivos meritocráticos para a ocupação de cargos de liderança no governo estadual. Enfatiza-se a avaliação de competências, buscando incrementar a eficiência administrativa. Vale ressaltar que, já em 2007, o governo mineiro havia sido pioneiro ao se inspirar no modelo chileno para implementar um programa de recrutamento profissional para cargos de alta administração, denominado na época de Programa de Empreendedores Públicos.
Segue na mesma direção o "Qualifica RS", posto em prática a partir de 2019 pelo governo do Rio Grande do Sul. Esta iniciativa também adota uma política de recrutamento meritocrático para cargos de livre provimento na alta administração estadual, inspirando-se igualmente no modelo chileno.
Em âmbito nacional, em 2020, a Escola Nacional de Administração Pública (ENAP) lançou um programa piloto, chamado "Líderes que Transformam", que se inspira na experiência chilena, bem como em exemplos de outros países, para criar um processo de seleção por competências aplicável a órgãos da administração pública federal, estadual e municipal.
Vale mencionar que outras iniciativas pontuais foram desenvolvidas em diferentes governos, sob variadas denominações, todas com o objetivo de instituir mecanismos de seleção por competências para cargos de alta administração em estados brasileiros. No entanto, muitos desses programas foram descontinuados devido à falta de institucionalização destas práticas.